# Francis Pollet
Francis Pollet, né le 5 mai 1964 à Roubaix, est un général de division aérienne (deuxième section) et directeur d'écoles d'ingénieurs françaises.

## Biographie
Diplômé de l'École de l'air (promotion 1985), Francis Pollet commence sa carrière comme pilote de chasse et pilote de cargo. Il réalise plus de 103 missions de guerre.
Il devient ensuite pilote pour le gouvernement français, en particulier pour le Premier Ministre Lionel Jospin et le Président de la République Jacques Chirac sur Dassault Falcon 900 et Airbus A319 Corporate Jet.
À l'issue, il se spécialise en ressources humaines. Il est successivement gestionnaire du personnel navigant transport, chargé des affectations à l'international puis des hauts potentiels de l'armée de l'air. Il devient ensuite chef du bureau politique RH et gestion prévisionnelle des compétences pour l'ensemble du ministère de la Défense. C'est à ce titre qu'il deviendra responsable de la RGPP Défense pour le personnel civil (2000 suppressions de postes sur 10000 agents). Il est ensuite conseiller aéronautique et RH auprès des cabinets de quatre Ministres de la Défense (Hervé Morin, Alain Juppé, Gérard Longuet et Jean-Yves Le Drian).
Le 1er septembre 2013, il est nommé directeur de l'École de l'air de Salon-de-Provence. Il participe notamment à la transformation numérique de l'école par la création d'un MOOC en défense aérienne[réf. souhaitée].
En mars 2017, il est nommé directeur général de l'Institut polytechnique des sciences avancées école d'ingénieurs aéronautique et spatiale, fonction qu'il occupe jusqu'au 30 juin 2022. Cette école accueille environ 1800 étudiants. 
Sa mission ne fut pas une surprise : consolider le formidable référentiel pédagogique pour entamer le virage du numérique. Ce fut chose faite avec la mise sur pied en 2020 d'un nouveau diplôme d'ingénieur en sciences numériques aéronautiques, qui propose des options de cyber défense, de Data Sciences et d'intelligence artificielle. Sous son impulsion, l'école a obtenu le précieux label d'excellence européenne EUR-ACE, l'ISO 9001/2015 et une accréditation de la commission des titres d'ingénieurs à la hauteur de son niveau d'exigence. Il a sorti un livre: le futur de l’avion, début 2021.

## Décorations

### Intitulés
- Officier de la Légion d'honneur
- Officier de l'Ordre national du Mérite
- Médaille de l'Aéronautique
- Médaille d'Outre-Mer
- Médaille de la Défense nationale
- Titre de reconnaissance de la nation

## Publication
- Le futur de l'avion : Les prochains défis de l’industrie aéronautique, Ivry-sur-Seine, FYP Éditions, 2020, 160 p. (ISBN 978-2-36405-203-1). Ouvrage réalisé avec la collaboration de Olivier Auber.